# Majnalos (syn Likaona)
Majnalos (gr. Μαίναλος, Mainalos) – heros, eponim arkadyjskiej góry i miasta Majnalos. Jeden z pięćdziesięciu synów Likaona. Według Apollodora był najstarszym synem królewskim. To on miał poradzić ojcu, żeby wystawił boga na próbę podając mu ciało dziecka przyprawione jak zwykłe mięso. Został za to zabity przez Zeusa piorunem. Od góry nazwanej jego imieniem wzięła nazwę historyczna konstelacja Mons Maenalus.
Według innej tradycji był synem króla Arkadii Arkasa i ojcem Atalanty.